# Рухоцинек
Рухоцинек (пол. Ruchocinek, нім. Brückenfeld) — село в Польщі, у гміні Вітково Гнезненського повіту Великопольського воєводства.
Населення — 517 осіб (2011).
У 1975-1998 роках село належало до Конінського воєводства.

## Демографія
Демографічна структура станом на 31 березня 2011 року:
|          | Загалом | Допрацездатний вік | Працездатний вік | Постпрацездатний вік |
| -------- | ------- | ------------------ | ---------------- | -------------------- |
| Чоловіки | 250     | 84                 | 151              | 15                   |
| Жінки    | 267     | 81                 | 148              | 38                   |
| Разом    | 517     | 165                | 299              | 53                   |